# باشگاه فوتبال بوئنگ کت
باشگاه فوتبال بوئنگ کت (خمر: ក្លឹបបាល់ទាត់បឹងកេត، Klœ̆b Băltoăt Bœ̆ng Két) یک باشگاه فوتبال مستقر در پنوم پن است. این باشگاه در لیگ برتر کامبوج بازی می‌کند. این باشگاه که در سال ۲۰۰۸ با نام بوئنگ کت رابر فیلد تأسیس شد، در سال ۲۰۱۵ به بوئنگ کت آنگکور و در سال ۲۰۱۷ به بوئنگ کت تغییر نام داد. این باشگاه که در ابتدا در استان کامپونگ چام مستقر بود، در سال ۲۰۱۸ به استان کندال نقل مکان کرد و سرانجام در سال ۲۰۱۹ با ورزشگاه خود، ورزشگاه کامبوج ایرویز، به پایتخت این کشور، پنوم پن، نقل مکان کرد.
بوئنگ کت در سال‌های ۲۰۱۲، ۲۰۱۶، ۲۰۱۷ و ۲۰۲۰ عنوان قهرمانی لیگ کامبوج را کسب کرده و در سال‌های ۲۰۱۳، ۲۰۱۴ و ۲۰۱۸ نایب قهرمان شده است. در سال ۲۰۱۹، پس از شکست دادن قهرمان لیگ ۲۰۱۹، سوی‌رینگ، در ضربات پنالتی، اولین جام هون سن خود را به دست آورد.